# Piuet
Piuet (en anglès, Tweety), conegut popularment com a Piolín (la seva forma castellana), és un personatge de dibuixos animats dels estudis Warner Bros. que apareix a les sèries de curts d'animació Looney Tunes i Merrie Melodies. És un pardal de gènere masculí, presumiblement un canari, si bé a algun curt s'han referit a ell com "un rar espècimen". El seu enemic a la majoria dels curts on apareix és El gat Silvestre. Durant l'època daurada de l'animació estatunidenca va aparèixer a 48 curtmetratges.
Piuet va ser creat per Bob Clampett per al curtmetratge A Tale of Two Kitties, la primera aparició d'en Piuet amb un disseny diferent a l'actual: era igualment un pardalet xicotet però encara no tenia plomes, apareixent la seua pell de color rosa.
El 1947, Friz Freleng va dirigir el curt Tweety Pie, que no només va ser el primer curt on en Piuet compartiria protagonisme amb El gat Silvestre, sinó que també va ser el curt on es va introduir el disseny definitiu d'en Piuet, amb plomes grogues, per satisfer els censors, a qui no agradava que el xicotet pardal isquera nu. Aquest curtmetratge va guanyar un Premi Oscar a millor curtmetratge animat.

## Tendències socials en mitjans audiovisuals

### #FreePiolin
Durant l'Operació Anubis, orquestrada pel Govern espanyol per tractar d'impedir el referèndum d'autodeterminació de Catalunya de l'u d'octubre de 2017, el personatge del Piuet assolí un nivell de popularitat màxim a Twitter i les diferents xarxes socials gràcies a la popularitat de la campanya #FreePiolin. Aquesta comptà amb la participació tant de polítics com usuaris anònims, generalment amb un to humorístic.
L'origen d'aquest fenomen fou el fet que un elevat nombre d'efectius del cos de policia espanyol de la Guàrdia Civil s'allotjaren en un creuer recobert amb imatges del Piuet i altres personatges de Warner Bros, durant la seva estada des del dia 20 de setembre fins al 16 de novembre.
Uns dies més tard, es va intentar impedir la visió dels personatges amb una sèrie de lones, a petició de Warner Bros. Aquest fet provocà una segona onada de popularitat de la campanya, afegint altres hashtags com #totssompiolin.
També es popularitzà un muntatge que unia una de les campanyes d'Òmnium Cultural i Crida per la Democràcia amb el personatge, que se seguí usant com emblema durant les diferents mobilitzacions del procés.